# Діксон (Небраска)
Діксон (англ. Dixon) — селище (англ. village) в США, в окрузі Діксон штату Небраска. Населення — 77 осіб (2020).

## Географія
Діксон розташований за координатами 42°24′55″ пн. ш. 96°59′41″ зх. д. / 42.41528° пн. ш. 96.99472° зх. д. (42.415408, -96.994833).  За даними Бюро перепису населення США в 2010 році селище мало площу 0,39 км², уся площа — суходіл.

## Демографія
Згідно з переписом 2010 року, у селищі мешкало 87 осіб у 39 домогосподарствах у складі 23 родин. Густота населення становила 221 особа/км².  Було 46 помешкань (117/км²).
Расовий склад населення:
| - 98,9 % — білих - 1,1 % — корінних американців |

До двох чи більше рас належало 0,0 %. Частка іспаномовних становила 0,0 % від усіх жителів.
За віковим діапазоном населення розподілялося таким чином: 19,5 % — особи молодші 18 років, 54,1 % — особи у віці 18—64 років, 26,4 % — особи у віці 65 років та старші. Медіана віку мешканця становила 51,3 року. На 100 осіб жіночої статі у селищі припадало 85,1 чоловіків;  на 100 жінок у віці від 18 років та старших — 75,0 чоловіків також старших 18 років.
Середній дохід на одне домашнє господарство  становив 37 133 долари США (медіана — 39 375), а середній дохід на одну сім'ю — 43 661 долар (медіана — 41 250). За межею бідності перебувало 32,1 % осіб, у тому числі 100,0 % дітей у віці до 18 років та 3,6 % осіб у віці 65 років та старших.
Цивільне працевлаштоване населення становило 34 особи. Основні галузі зайнятості: виробництво — 23,5 %, сільське господарство, лісництво, риболовля — 20,6 %, будівництво — 17,6 %.